# برنتوود (نیویورک)
برنتوود (به انگلیسی: Brentwood) یک منطقهٔ مسکونی در ایالات متحده آمریکا است که در شهرستان سافک، نیویورک واقع شده‌است. برنتوود ۲۸٫۴ کیلومتر مربع مساحت و ۶۰٬۶۶۴ نفر جمعیت دارد و ۲۴ متر بالاتر از سطح دریا واقع شده‌است.